# Apollo e Marsia (Guercino Firenze)
Apollo e Marsia (noto anche come Apollo che scortica Marsia) è un dipinto a olio su tela (185,5×200 cm) di Giovanni Francesco Barbieri, detto Guercino, realizzato intorno al 1618 e conservato alla Galleria Palatina di Firenze.

## Storia
Nel secondo tomo della Felsina pittrice, Carlo Cesare Malvasia riporta che nel 1618 Guercino realizzò "per l'A.S. del G. Duca di Toscana un Marsia scorticato da Apollo". L'opera era stata commissionata all'artista centese il 7 dicembre 1617: ciò potrebbe suggerire che l'operato di Guercino per il cardinale Alessandro Ludovisi a Bologna avesse reso il suo nome celebre anche nelle zone limitrofe, tanto da spingere Cosimo II de' Medici a commissionargli il dipinto. Già nel 1617, infatti, il canonico Antonio Mirandola annovera il Granduca di Toscana tra i committenti di Guercino in una lettera a Enzo Bentivoglio.
Denis Mahon ipotizza che sia stato dipinto a Cento poco dopo un viaggio dell'artista a Venezia nei primi mesi del 1618. I due pastori che compaiono alla sinistra della tela, sono identici ai pastori del dipinto Et in Arcadia ego. Secondo Mahon "sembra oltremodo improbabile che Et in Arcadia Ego sia stato dipinto dopo la conclusione dell'Apollo scortica Marsia e che le due figure siano una semplice trasposizione da quest'ultimo quadro. Le radiografie fatte su Et in Arcadia Ego, non si possono accordare con qualsiasi idea che il gruppo sia stato preso “già fatto” dall'Apollo e Marsia".
Nel 1638 il dipinto appare nell'Inventario dei Mobili di Palazzo Pitti (fol. 37) come "Un quadro in tela entrovi dipinto Apollo che scortica Dio Pane in terra legato a un tronco che li tiene il piè manco sopra alla pancia, alto e largo bracci 4".
L'opera è stata restaurata nel 1967-1968 presso il Gabinetto del Restauro di Bologna.

## Descrizione e stile
Il dipinto rappresenta il momento culminate della celebra sfida tra Apollo e Marsia: il dio vincitore usa il piede sinistro per bloccare a terra il satiro, mentre con un coltello ricurvo procede a scuoiare la zampa caprina della vittima. La scena è debolmente illuminata dalla luce delle luna e due pastori (vedi sopra),  fanno da testimoni al supplizio del satiro.
Mahon ipotizza che il dipinto sia stato eseguito poco dopo il viaggio dell'artista a Venezia nei primi mesi del 1618 e afferma che "sebbene non si possa dire che abbia strettissime somiglianze con un Tintoretto o un ultimo Tiziano, non è tuttavia irragionevole supporre che l’artista possa aver guardato a tali esempi con rispetto e interesse, ed abbia assorbito ciò che avevano da offrirgli, con il risultato di un arricchimento di una disposizione artistica che era già fortemente personale".
Concordando con Mahon sull'ipotesi che il dipinto sia stato realizzato dopo il soggiorno di Guercino a Venezia, Luigi Salerno osserva che nel dipinto c'è una "visione romantica della mitologia, un mondo esaltato dal colore caldo, ma animato da toni chiari, freddi e blu con variazioni rosa-brune sui verdi e sul cielo azzurro, un mondo che ci riporta allo spirito veneziano di Giorgione e di Tiziano da giovane".